# Каяла
Кая́ла — літописна річка, згадана 10.05.1185 року у «Літопису Руському за Іпатським списком» у зв'язку з походом в 1185 році чернігівського і новгород-сіверського князя Ігоря Святославовича, а також у «Слові о полку Ігоревім». Річка, на березі якої 1185 року відбулася катастрофічна поразка руської дружини князя Ігора від половців:
```
П'ятниця 10.V 1185
 
р. 
… І коли приблизився Ігор
 [Ігор Святославич (~ 1151
 
— †1202)
 
— новгород-сіверський князь (з 1178
 
р.) і князь чернігівський (з 1198
 
р.). Син чернігівського князя Святослава Ольговича, з роду Ольговичів (онук Олега I Святославича.
 
— Прим.] 
до полків своїх, то поїхали
 [половці] 
навпоперек, і тут схопили
 [його] 
на віддалі одного перестрілу од полку свойого. І схоплений Ігор бачив брата свого Всеволода, який кріпко боровся, і просив він душі своїй смерті, щоби не бачити загибелі брата свого. Всеволод же так бився, що навіть оружжя в руках його було не досить, а билися ж вони, ідучи навкруг біля 
озера
 [Азовського моря.
 
— Прим. В.Кравченка].

І так, у день святої неділі навів на нас господь гнів свій: замість радості, навів на нас плач, а замість веселості
 
— жаль на ріці 
Каялі
…

…А тоді, коли кінчалася битва,
 [половці] 
розведені були, і пішов кожен у свої вежі. Ігоря ж узяли були Тарголови, муж на ім'я Чилбук, а Всеволода, брата його, узяв Роман Кзич, а Святослава Ольговича
 [Святослав Ольгович (1167
 
— ?)
 
— князь рильський, син Олега Святославича Новгород-Сіверського, племянник Ігоря Святославича Новгород-Сіверського.
 
— Прим.]
 
— Єлдечюк із Бурчевичів, а Володимира [Володимир Ігорович (8 жовтня 1170
 
— вересень 1211, за іншими даними 1212)
 
— князь Путивльський (1185–1198), Новгород-Сіверський (1198–1206), князь Галицький (1206–1207, 1208–1211). Старший син Ігоря Святославича.] 
- Копті з Улашевичів. Тоді ж на бойовищі Кончак поручився за свата [свого] Ігоря, тому що був він поранений.

Із стількох же людей мало їх спаслося. Ніяким чином не можна було навіть тим, що бігли, утекти, бо, немов стінами сильними, огороджені вони були полками половецькими. Але наших, русів, з п'ятнадцять мужів утекло, а ковуїв
 [ковуї
 
— берендичі, берендїї, берладники.
 
— Прим.] 
менше, а інші в 
морі
 [Азовському морі.
 
— Прим. В.Кравченка] 
втопились…
```

— «Літопис Руський за Іпатським списком. Київський літопис (з 1118 року — до 1195 року)». Переклад з давньоруської Л. Є. Махновця. Текст надається за виданням: Літопис руський / Переклад з давньоруської Л. Є. Махновця; Відп. ред. О. В. Мишанич. — К.: Дніпро, 1989 р.

## Сучасне розташування
Сьогодні існує декілька варіантів локалізації літописної Каяли:
- Кая́ла — сучасна річка Берда (річка Агара — Agar us fluuius на карті Європи (Evropae VIII. Tabula) Клавдія Птоломея, річка Агарліберт на картах Середньовіччя, Каялі-Берт, Каяла, Каяла-Берда, а також Берла — в Книзі «Большого Чертежу» (Великого Креслення) XVI сторіччя] — у Запорізькій області, яка впадає в Азовське море поблизу сучасного Бердянська.[2] Згадка в XVIII столітті Іоганом Тунманном річки Каяли як річки Берди є найдавнішою, однозначною і безумовно достовірною локалізацією цієї літописної річки.[3]

- За даними радянських істориків і археологів Бориса Рибакова і С.А. Плетневої, річка Водяна, що протікає у районі платформи 52 км, і є легендарна Каяла, де відбулася відома битва князя Ігоря з половцями в 1185 році. Місце битви вчені локалізували північніше сучасного Нововодяне. У своїх дослідженнях Борис Рибаков та С.А. Плетнева спростовували класичну гіпотезу, в якій стверджувалося, що битва Ігоря з половцями в 1185 року відбулася в басейні річки Сіверський Донець. Борис Рибаков відкинув також зв'язок з битвою назв річок у басейні Дону, Сіверського Дінця, Азовського моря, співзвучних з Каялою. Так, академік звернув увагу, що Ярославна, оплакуючи полонення чоловіка, звертається не до Дону, а до Дніпра. Розглядаючи два "дніпровських" варіанти — "північний" ("Орільський", що відстоюється Володимиром Федоровим) і "південний" ("самарський", обстоюється А.В. Лонгіновим), Борис Рибаков зупинився на останньому. "Орільський" варіант був відкинутий через те, що у даному випадку князь Ігор вийшов би з Чернігово-Сіверських земель, пройшовся б по краю Землі Половецької, і увійшов би в Переяславське князівство, не виходячи вглиб ворожої території.

- За сучасними дослідженнями вдалося ідентифікувати Каялу з Крайньою Балаклійкою (річкою на Харківщині)
- Існує гіпотеза існування літописної Каяли на Луганщині.